# Galavisión (États-Unis)
Galavision (code XEQ-TV) est aussi le surnom de la chaîne mexicaine du Grupo Televisa.
Galavisión est une chaîne de télévision américaine en langue espagnole propriété d'Univision Communications.
La chaîne a été lancée en 1979 par la chaîne Spanish International Network renommé Univision Network en 1986. Elle diffusait alors des programmes en espagnol et en anglais. Depuis, la programmation est devenue totalement en espagnol et rediffuse les telenovelas de la chaîne mexicaine Televisa et des émissions d'Univision. Ces émissions remontent pour les telenovelas aux années 1970, 1980 et le début des années 1990. Le reste concerne le sport (football, boxe et lutte).
En juin 2001, Univision a revu la programmation de Galavisión pour proposer 95 % d'émissions provenant de Televisa et principalement de la chaîne mexicaine homonyme Galavisión aussi nommée Canal De Las Estrellas (code XEW-TV). Les émissions restantes sont des productions maison.